# Malawa
Mawala is een term die verwijst naar de Marathalegers, die actief waren tijdens de regeerperiode van koning Shivaji. Mawalasoldaten waren meestal leden van maratha-clans, waaronder de clans onder leiding van deshmukhi's en patils.